# Vân Phong (thiền sư)
Vân Phong (?-956), có tên gọi khác là Chủ Phong, tu tại chùa Khai Quốc , tại kinh đô Thăng Long, người Từ Liêm , quận Vĩnh Khương. Sư họ Nguyễn và là đời (hay thế hệ) thứ 3, dòng Vô Ngôn Thông.

## Cơ duyên và hành trạng
Tương truyền, khi mẹ Sư mang thai, bà thường ăn chay, tụng kinh. Lúc sinh thấy có ánh sáng lạ chiếu khắp nhà.
Cha mẹ thấy điềm lạ, nên khi Sư lớn lên, cha mẹ cho Sư xuất gia theo hầu Sư Thiện Hội ở Siêu Loại. Sư thuộc hàng cao đệ, được thầy truyền dạy yếu lĩnh thiền.
Thiện Hội có lần bảo Sư: Sống chết là việc lớn, cần phải giải quyết ngay.
Sư hỏi: Khi sống chết đến, làm sao tránh khỏi?
Hội đáp: Hãy nắm lấy chỗ không sống chết mà tránh.
Sư hỏi: Thế nào là chỗ không sống chết?
Hội đáp: Ngay trong sống chết nắm lấy nó mới được.
Sư hỏi: Làm sao mà hiểu?
Hội đáp: Ngươi hãy đi, chiều nay sẽ đến.
Chiều Sư lại vào, như đã hẹn, Hội bảo: Đợi đến sáng mai đông đủ, sẽ chứng minh cho ngươi.
Sư tỉnh ngộ, liền sụp lạy.
Hội hỏi: Ngươi thấy đạo lý gì?
Sư thưa: Con đã lĩnh hội.
Hội hỏi: Ngươi hiểu như thế nào?.
Sư đưa nắm tay lên, thưa: Bất tiếu  là cái này đây.
Hội liền bảo thôi.
Thiền Sư Vân Phong mất vào năm Bính thìn là năm thứ ba niên hiệu Hiển Đức đời Châu (956).